# Холмы (Угранский район)
 Холмы — деревня в  Смоленской области России,  в Угранском районе. Расположена в восточной части области  в 35 км к юго-западу  от Угры,  в 3 км к северу от границы с Калужская область Калужской областью.
Население — 120 жителей (2007 год). Административный центр Холмовского сельского поселения.

## Достопримечательности
Братская могила и место казни гитлеровцами советских граждан в октябре 1941 г.